# Baliochila lipara
The Lipara Buff (Baliochila lipara) là một loài bướm ngày thuộc họ Bướm xanh. Nó được tìm thấy ở Malawi và từ Zimbabwe to bờ biển của phía đông Kenya. It has recently been discovered in the Manguzi và Temble areas của KwaZulu-Natal.